# Vol Inex-Adria Aviopromet 450
Le 30 octobre 1975, à 09h20, un Douglas DC-9 effectuant le vol Inex-Adria Aviopromet 450, un vol charter international reliant Tivat, au Monténégro (qui fait partie, à l'époque, de la République fédérative socialiste de Yougoslavie) à Prague, en République tchèque (qui fait partie, à l'époque, de la Tchécoslovaquie), s'est écrasé à Suchdol, dans la banlieue de Prague, lors de la phase d'approche par mauvais temps ; 75 des 120 occupants sont morts pendant l'accident, tandis que 4 autres sont morts à l'hôpital. Cet accident reste la pire catastrophe aérienne de l'histoire de la République tchèque.  

## Avion
L'appareil impliqué est un Douglas DC-9-32, un biréacteur court/moyen-courrier immatriculé YU-AJO (numéro de série 47457), fabriqué en 1971, il fut livré neuf à Atlantis, avec comme immatriculation D-ADIU, avant d'être vendu à Inex-Adria Aviopromet en 1973.

## Déroulement du vol
Le vol 450, au départ de l'aéroport de Tivat, avec 115 passagers (principalement des touristes tchécoslovaques rentrant chez eux après des vacances sur la mer Adriatique) et 5 membres d'équipage à bord. Le commandant de bord, Miodrag Marović (40 ans), et le copilote, Rade Popov (49 ans), ont effectué un vol sans incident avec de bonnes conditions météo, jusqu'à ce qu'ils entrent dans une procédure d'atterrissage publiée au-dessus de la balise non directionnelle (NDB) PR. Le contrôle aérien (ATC) tchécoslovaque a alors pris en charge l'avion à 09h01. 
Après identification, l'équipage a demandé des informations sur les conditions météorologiques à Prague. L'ATC a répondu que la visibilité était réduite à 1 500 m, en raison de la présence de brouillard à l'aéroport international de Prague Ruzyně, et à seulement 200 m sur la piste 25 (plus tard connue sous le nom de piste 24). Au même moment, l'ATC a averti l'équipage que le système d'atterrissage aux instruments (ILS) de la piste 25 et le radar d'approche de précision (PAR) étaient inopérants ce jour-là.
Sur la base des informations reçues, l'équipage a décidé de poursuivre son approche selon le plan de vol prévu vers l'aéroport.
L'ATC a contacté à nouveau l'équipage, alors que l'avion se trouvait à une altitude de 4 900 pieds (1 500 m) et en approche de la balise NDB PG depuis le sud-est, et a demandé à l'équipage de continuer vers la balise PG, puis vers la balise PR et d'effectuer un virage standard en rapprochement vers la droite. L'ATC a approuvé la descente à 1 800 pieds (550 m) et a fourni une pression QFE de 981. L'instruction de l'ATC a été correctement relue par l'équipage. 
Après avoir dépassé la balise PR, l'équipage a entamé la procédure d'atterrissage publiée. Cependant, quelque part au-dessus de Vodochody, l'équipage à par inadvertance oublié de commencer le virage à droite et a continué dans un virage plus large au-dessus de Veliká Ves et de Kojetice. Après avoir exécuté un virage à droite plus large que celui prévu, l'équipage a entamé l'approche finale de la piste 25 dans des conditions météorologiques de vol aux instruments (IMC). Sans l'aide de l'ILS et du PAR, l'équipage s'est retrouvé dans une situation difficile et stressante lors de l'approche finale.
De plus, alors qu'il effectuait un virage à droite non standard, l'équipage a positionné l'avion au sud (à gauche) de la trajectoire de descente publiée pour l'approche finale. Cet écart horizontal par rapport à la trajectoire de descente a continué à augmenter et, au moment de l'impact, il était d'environ 1300 m par rapport à l'axe d'approche de la piste 25.
Pendant le virage, l'ATC a de nouveau alerté l'équipage de la panne de l'ILS, a répété l'information sur la pression QFE à l'aéroport et a exigé la confirmation de l'approche sur les deux balises NDB : « JP450, confirmez l'approche sur les balises PR et L ». Puis, à 09h18, l'équipage a confirmé : « Compris, balises PR et L ». C'était la dernière transmission radio émise par le vol 450.
Pendant cette communication, l'équipage a continué à descendre en dessous de l'l'altitude minimale de descente (MDA) assignée par l'ATC et à dévier horizontalement de la trajectoire de descente, volant directement vers la gorge de Suchdol, coupée par la rivière Vltava, et bien en dessous de l'altitude de l'aéroport. 
Les pilotes se sont très probablement rendu compte de son erreur après avoir établi un contact visuel avec le sol. Ils ont sélectionné la pleine puissance des moteurs, essayant de monter au-dessus du terrain ascendant de la gorge de la rivière, mais il était trop tard. Le DC-9 a d'abord heurté des arbres, à une altitude de 299 pieds (91 m) sous le niveau de la piste de l'aéroport, puis a heurté un bâtiment et s'est écrasé dans la zone résidentielle à 9h20, laissant une trainé de débris de 350 mètres de long.
Sur les 120 passagers et membres d'équipage à bord, seul 40 passagers et une hôtesse de l'air  ont survécu à l'accident.

## Cause de l'accident
Le crash du vol 450 a été causé par le fait que l'équipage a fait descendre l'avion en dessous de la MDA publiée et en dessous de l'altitude approuvée par le contrôle aérien. Précisément, en prenant en compte le premier point d'impact, qui se situe 91 m en dessous du niveau de l'aéroport, et la dernière altitude approuvée de 1805 pieds (550 m) QFE (au-dessus de l'altitude de l'aéroport), l'équipage est descendu 2100 pieds (641 m) en dessous de l'altitude approuvée.
D’autres facteurs ont contribué à l’accident :
- l'équipage, en plaçant l'avion à environ 1300 m à gauche de la trajectoire de descente publiée au-dessus des balises NDB PR et L, l'ont amené directement dans la gorge de la rivière, qu'ils n'ont ensuite pas réussi à dépasser en reprenant de l'altitude.
- les systèmes ILS et PAR de l'aéroport inopérants au moment de l'approche finale.
- la mauvaise visibilité, imputable au brouillard présent ce jour-là, a entrainé une perte des références visuelles extérieures et une désorientation spatiale des pilotes.

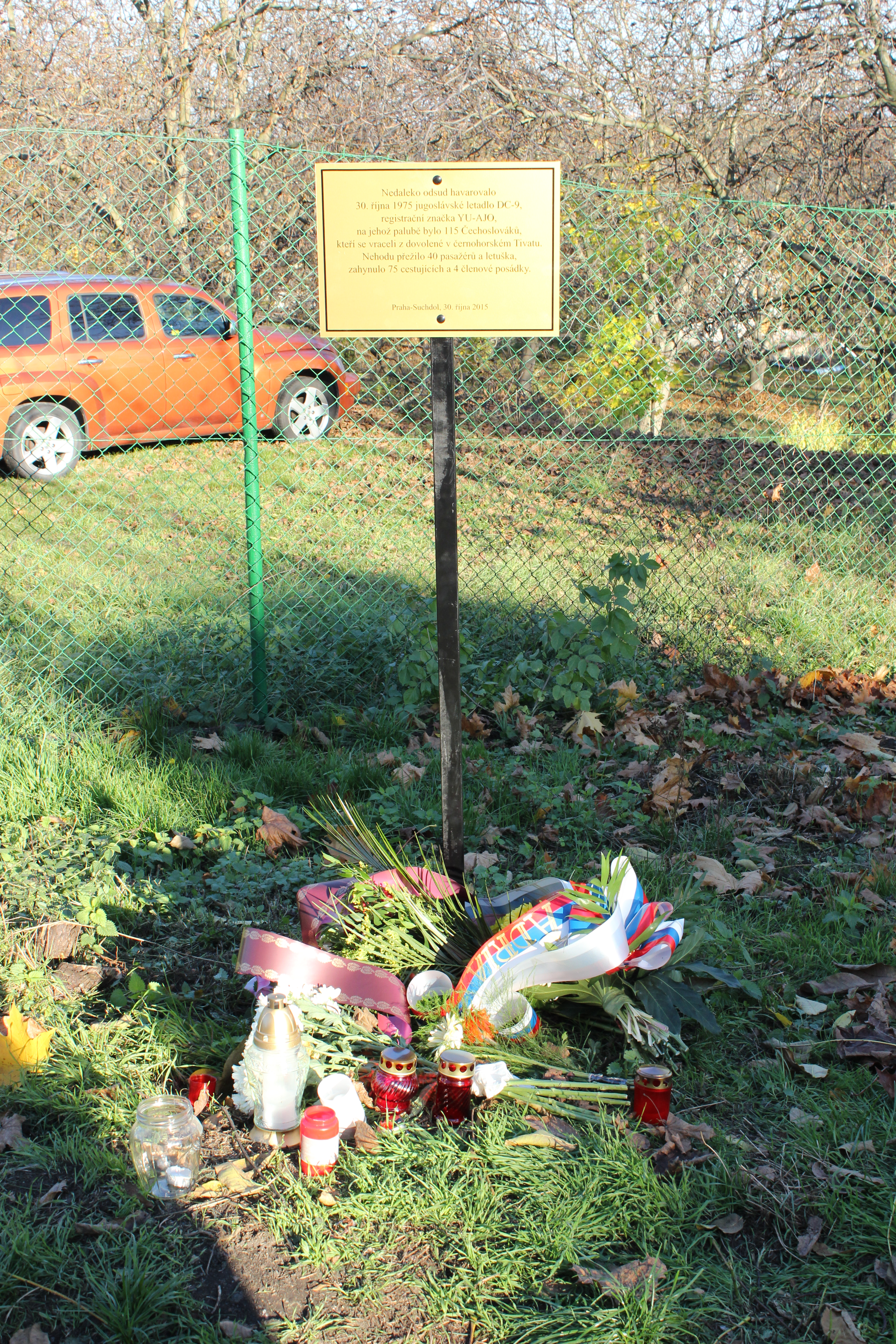
Mémorial en souvenir des victimes du vol 450.

Compte tenu de tous les faits connus, cet accident peut être classé comme étant de type impact sans perte de contrôle (CFIT).

### Théories
Malheureusement, il n'existe pas d'enregistrements provenant de l'enregistreur phonique (CVR) ou de l'enregistreur de paramètres (FDR) accessibles au public, permettant de reconstituer de manière crédible les communications et les actions des pilotes dans le cockpit durant les dernières minutes de vol.
La raison pour laquelle les pilotes ont fait descendre l'avion 641 m plus bas que ce que le contrôle aérien avait approuvée n'a jamais été clairement déterminée. Plusieurs théories ont circulé, comme un mauvais réglage des altimètres avant la descente ou la possible confusion des pilotes entre l'altitude en mètres et l'altitude en pieds, mais la plupart d’entre elles étaient erronées, selon les experts.
Le rapport officiel indique cependant que, lors de l'inspection du cockpit, il a été constaté que les deux radiocompas à bord de l'avion étaient réglés sur une seule des deux balise NDB (PR). Ce fait n'explique pas le non-respect de la MDA, mais explique la déviation horizontale par rapport à la trajectoire de descente et témoigne des actes et de la coopération de l'équipage avant le crash. 
Lors d'une approche de non-précision, en utilisant deux balises NDB, l'équipage aurait dû en effet régler leurs radiocompas sur les fréquences de chaque balise, afin de pouvoir suivre la bonne route. C'est la raison pour laquelle l'équipage n'a pas remarqué, lors de l'approche finale, qu'il s'écartait continuellement de la trajectoire de descente au-dessus des balises PR et L vers le sud, à gauche de l'axe de la piste. 
En revenant à la considération précédente selon laquelle l'équipage était stressé et dépassé mentalement en raison de l'ILS et du PAR inopérant, il est fort probable qu'il était plutôt concentré sur la recherche d'un contact visuel extérieur que sur les instruments de bord. Le réglage incorrect des radiocompas indique que l'équipage ne s'est pas bien préparé pour l'atterrissage, n'a pas coopéré correctement et a omis de surveiller les instruments pendant l'approche finale.